# Tylos minor
Tylos minor là một loài chân đều trong họ Tylidae. Loài này được Dollfus miêu tả khoa học năm 1893.